# Osek (okres Teplice)
Osek (Duits: Ossegg) is een Tsjechische stad in de regio Ústí nad Labem, en maakt deel uit van het district Teplice.
Osek telt 4934 inwoners (2006).
Osek was tot 1945 een plaats met een overwegend Duitstalige bevolking. Na de Tweede Wereldoorlog werd de Duitstalige bevolking verdreven.